# Dr. Seuss

Firma del Dr. Seuss

Dr. Seuss, pseudonimo di Theodor Seuss Geisel (pronuncia americana [suːs ˈɡaɪzəl]; pronuncia tedesca [zɔʏs ˈɡaɪzl̩]; Springfield, 2 marzo 1904 – La Jolla, 24 settembre 1991), è stato uno scrittore e fumettista statunitense di origini tedesche.

## Biografia
Ha pubblicato oltre 60 libri per bambini che sono stati spesso caratterizzati da una straordinaria fantasia di personaggi, da utilizzi frequenti di rime e di metri trisillabici. Fra i suoi successi più rinomati si può citare L'uovo di Ortone (Horton Hatches the Egg), Ortone e i piccoli Chi! (Horton Hears a Who!), Il Grinch (How the Grinch Stole Christmas!), Il gatto col cappello (The Cat in the Hat), Il ritorno del gatto col cappello (The Cat in the Hat Comes Back), Prosciutto e uova verdi (Green Eggs and Ham), I Rax (The Zax), Il Lorax (The Lorax), La battaglia del burro (The Butter Battle Book) e Oh, quante cose vedrai! (Oh, The Places You'll Go!). Il suo lavoro è stato adattato numerose volte, in undici special televisivi, tre lungometraggi, un musical di Broadway e una serie originale Netflix. Anche i film live-action Il Grinch (2000, della Universal Pictures, diretto da Ron Howard) e Il gatto... e il cappello matto (2003, della Universal Pictures, diretto da Bo Welch), i film d'animazione in computer grafica Ortone e il mondo dei Chi (2008, dei Blue Sky Studios, diretto da Jimmy Hayward e Steve Martino), Lorax - Il guardiano della foresta (2012, della Illumination Entertainment, diretto da Chris Renaud e Kyle Balda), Il Grinch (2018, della Universal Pictures, diretto da Yarrow Cheney e Scott Mosier), Il gatto col cappello (2026, della Warner Bros., diretto da Alessandro Carloni e Erica Rivinoja) e Oh, quante cose vedrai! (2028, della Warner Bros., diretto da Jon M. Chu), e la serie animata Prosciutto e uova verdi (2019-2022, del Netflix e della Warner Bros.) sono basati sulle sue opere.
Geisel ha anche lavorato come illustratore per campagne pubblicitarie, in particolare per FLIT e Standard Oil, e come fumettista politico per una rivista di New York. Durante la seconda guerra mondiale, è entrato a far parte dell'esercito per lavorare in un dipartimento di animazione della United States Army, dove ha scritto un film che più tardi ha vinto l'Oscar nel 1948 al miglior cortometraggio d'animazione.
Le opere di Geisel continuano a rendere 15 milioni di dollari l'anno in diritti d'autore.

## Opere
- The Pocket Book of Boners (1931)
- And to Think That I Saw It on Mulberry Street (1937)
- The 500 Hats of Bartholomew Cubbins (1938)
- The King's Stilts (1939)
- The Seven Lady Godivas (1939)
- L'uovo di Ortone (Horton Hatches the Egg, 1940)
- McElligot's Pool (1947)
- Thidwick the Big-Hearted Moose (1948)
- Bartholomew and the Oobleck (1949)
- If I Ran the Zoo (1950)
- Scrambled Eggs Super! (1953)
- Ortone e i piccoli Chi! (Horton Hears a Who!, 1954)
- On Beyond Zebra! (1955)
- If I Ran the Circus (1956)
- Il Grinch (How the Grinch Stole Christmas!, 1957)
- Il gatto col cappello (The Cat in the Hat, 1957)
- Il ritorno del gatto col cappello (The Cat in the Hat Comes Back, 1958)
- Yertle the Turtle and Other Stories (1958)
- Happy Birthday to You! (1959)
- One Fish Two Fish Red Fish Blue Fish (1960)
- Prosciutto e uova verdi (Green Eggs and Ham, 1960)
- Gli Snicci e altre storie (The Sneetches and Other Stories, 1961)
- I Rax (The Zax, 1961)
- Il Paese di Solla Sulla (I Had Trouble in getting to Solla Sollew, 1965)
- C'è un mostrino nel taschino! (There's a wocket in my pocket!, 1970)
- Il Lorax (The Lorax) (1971)
- La battaglia del burro (The Butter Battle Book, 1984)
- Oh, quante cose vedrai! (Oh, The Places You'll Go!, 1990)